# Kakuyidi
I Kākūyidi (chiamati anche Kākwayhidi, Kākūwayhidi o Kākūyah) (in persiano آل کاکویه‎) sono stati una dinastia islamica sciita di origine daylamita che dominò la Persia occidentale, il Jibal (antica Media) e il Kurdistan (ca. 1008–ca. 1051).
 
Divennero in seguito atabeg (governatori) di Yazd, Isfahan e Abarkuh dal 1051 circa al 1141 circa.
 
Erano legati ai Buyidi.

## Origini
Gli studiosi convengono sul fatto che i Kakuyidi fossero Daylamiti, e che fossero imparentati con Sayyida Shirin che era una Daylamita bāwandide.

## Storia
Il fondatore della dinastia Kakuyide fu ʿAlāʾ al-Dawla Muḥammad, un leader militare daylamita al servizio dei Buwayhidi del Jibāl. Suo padre, Rustam Dushmanziyār, aveva anch'egli servito i Buwayhidi e aveva ricevuto feudi nell'Elburz per proteggerli dai locali signori delle regione confinante del Tabaristan. 
Rustam era lo zio di Sayyida Shīrīn, una principessa della dinastia Bawandide che aveva sposato il potente Emiro buwayhide Fakhr al-Dawla (r. 976-980, 984-997)..
ʿAlāʾ al-Dawla Muḥammad è spesso ricordato come Ibn Kākūya o Pesar-i Kākū, ossia "figlio dello zio", Dal 1008 fu governatore di Iṣfahān, una posizione assicuratagli da Sayyida Shīrīn. Tuttavia, lo storico locale dell'XI secolo di Iṣfahān, Mufaḍḍal ibn Saʿd al-Mafarrukhi, ricorda che ʿAlāʾ al-Dawla Muḥammad controllava la città almeno dai primi del 1003. Col tempo egli si rese effettivamente indipendente dal controllo dei Buwayhidi.
All'epoca Muḥammad ibn Rustam Dushmanziyār agiva da alleato dei Buwayhidi; quando Shams al-Dawla dovette fronteggiare una rivolta a Hamadān, ad esempio, egli si rivolse ai Kakuyidi per essere aiutato. Poco dopo Shams al-Dawla morì e gli succedette Samāʾ al-Dawla, e i Kakuyidi invasero e assunsero il controllo di Hamadān nel 1023 o nel 1024.

Si spostarono poi su Ḥulwān e la strapparono agli ʿAnnāzidi. Il Buwayhide Musharrif al-Dawla, che reggeva il Fārs e l'Iraq, obbligò i Kakuyidi ad abbandonare Ḥulwān, ma essi mantennero comunque Hamadān. Fu raggiunta una pace tra i contendenti e un'alleanza matrimoniale fu infine realizzata.
A Muḥammad ibn Rustam Dushmanziyār succedette nel 1041 suo figlio Faramurz, mentre ad Hamadān prese il potere un altro Kakuyide, Garshasp I. Nel 1095, Garshasp II divenne il nuovo Emiro della dinastia Kakuyide, ma fu più tardi ucciso nella Battaglia di Qaṭwān nel 1141. Il regno di Faramurz terminò con l'arrivo dei Selgiuchidi, che dopo un assedio di Iṣfahān, durato un anno intero, misero le mani sulla città nel 1051 o nel 1052. Malgrado ciò, Faramurz si vide assegnare Yazd e Abarkūh in feudo dai Selgiuchidi.
I Kakuyidi rimasero governatori di queste province fino a metà del XII secolo e grazie a essi conobbe un buon impulso la costruzione di moschee, canali d'irrigazione e fortificazioni.

## Esponenti kakuyidi
- Muḥammad ibn Rustam Dushmanziyār (1008–1041)
- Faramurz ibn Muḥammad (1041–1070's) – Iṣfahān, in seguito a Yazd e Abarkuh
- Garshasp I ibn Muḥammad (1041–1048) – Hamadān, Nihawand, Borūjerd e Jibāl occidentale
- ʿAlī ibn Faramurz (1070's –1095) – Yazd. Sposò la figlia di Chaghri Bey, Arslan Khātūn Khadīja, nel 1076–1077.[20]
- Garshasp II (1095–1141)